# Stanisław Hartman

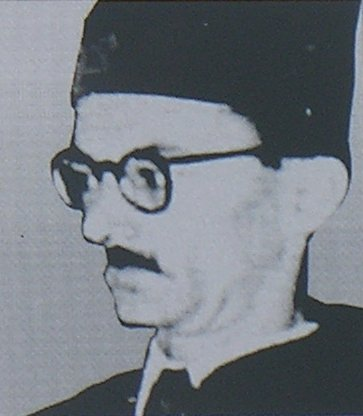
Foto auf der Gedenktafel in Breslau, Grunwaldzki 2 / 4

Stanisław Hartman (* 2. August 1914 in Warschau; † 11. November 1992 in Breslau) war ein polnischer Mathematiker. 

## Leben
Hartman wurde  als Sohn eines Anwalts geboren. Er studierte von 1932 bis 1937 in Warschau, unter anderem bei Kazimierz Kuratowski, Stefan Mazurkiewicz und Wacław Sierpiński, und setzte seine Studien von 1939 bis 1941 in Lemberg fort. Er wurde dort von den Nationalsozialisten gefangen genommen. 
Nach dem Krieg ging er zunächst nach Krakau und 1947 nach Wrocław (deutsch: Breslau), wo er im selben Jahr bei Hugo Steinhaus promoviert wurde. Es folgten die Habilitation 1951, die Ernennung zum außerordentlichen Professor 1951 und zum ordentlichen Professor 1961.
Hartman wurde 1968 nach Unterstützung studentischer Proteste entlassen, arbeitete fortan am mathematischen Forschungsinstitut der polnischen Akademie der Wissenschaften und engagierte sich auch in der demokratischen Opposition. Die Wiedereinstellung in Breslau erfolgte 1981, wo er bis zu seinem Ruhestand 1984 blieb. 
Hartmans Arbeitsgebiete waren die harmonische Analyse, Algebra, Zahlentheorie, Topologie und Analysis. Er war als Herausgeber der Zeitschrift Colloquium Mathematicum tätig, trat 1957 dem Redaktionskomitee bei, war seit 1970 Redakteur und seit 1977 Chefredakteur, 1987 wurde er zum Ehrenredakteur ernannt.
Stanisław Hartman wurde 1953 mit dem Stefan-Banach-Preis ausgezeichnet. 1962 hielt er einen Vortrag auf dem Internationalen Mathematikerkongress in Stockholm (Some problems in the algebra of Borel measures).